# 13424 Марґаліда
13424 Марґаліда (13424 Margalida) — астероїд головного поясу, відкритий 8 листопада 1999 року.
Тіссеранів параметр щодо Юпітера — 3,425.